# Кривой Рог-Сортировочный
Кривой Рог-Сортировочный (укр. Кривий Ріг-Сортувальний) – узловая сортировочная грузо-пассажирская железнодорожная станция Криворожской дирекции Приднепровской железной дороги на 88 километре линии Верховцево — Кривой Рог.
Расположена в селе Новополье, Днепропетровская область между станциями Кривой Рог-Главный (9 км) и Пичугино (7 км). Ближайший остановочный пункт – платформа 86 км (2 км).

## История
Станция открыта в 1895 году как разъезд и носила название Коломойцево, вскоре получила статус станции. В 1979 году получила современное название, которое передано со станции Кривой Рог-Главный, носившей это имя с 1965 года.
Станция была электрифицирована в 1959-1960 годах вместе с электрификацией всей линии Верховцево-Долгинцево-Червонное тогдашней Сталинской железной дороги.
На станции останавливаются электропоезда сообщением Днепропетровск-Кривой Рог , формируются грузовые эшелоны с железной рудой и другими грузами.
|     | Операции, выполняемые на станции Кривой Рог-Сортировочный:                                                                                     |
| --- | --- |
| Код | Услуга |
| 3   | Прием и выдача грузов повагонными и мелкими отправками, загружаемых целыми вагонами, только на подъездных путях и местах необщего пользования. |
| П   | Продажа билетов на все пассажирские поезда. Прием и выдача багажа.                                                                             |

## Схема
Близлежащие станции и остановочные пункты относительно станции Кривой Рог-Сортировочный в обоих направлениях:
| ←             | Станция            | ↔    | Остановочный пункт | ↔    | Данная станция           | ↔    | Остановочный пункт | ↔    | Станция  | →             |
| ------------- | ------------------ | ---- | ------------------ | ---- | ------------------------ | ---- | ------------------ | ---- | -------- | ------------- |
| На Кривой Рог | Кривой Рог-Главный | 6 км | Платформа 91 км    | 3 км | Кривой Рог-Сортировочный | 2 км | Платформа 86 км    | 5 км | Пичугино | На Верховцево |